# Florencio Varela, Buenos Aires
Florencio Varela är en kommunhuvudort i Argentina.   Den ligger i provinsen Buenos Aires, i den centrala delen av landet, 24 km söder om huvudstaden Buenos Aires. Florencio Varela ligger 28 meter över havet och antalet invånare är 120 678.
Terrängen runt Florencio Varela är mycket platt. Runt Florencio Varela är det mycket tätbefolkat, med 4 343 invånare per kvadratkilometer.. Närmaste större samhälle är Quilmes, 17,3 km nordost om Florencio Varela.
Runt Florencio Varela är det i huvudsak tätbebyggt.